# 대한민국 상법 제43조
대한민국 상법 제43조는 영업양수인에 대한 변제에 대한 상법의 조문이다.

## 조문
제43조 (영업양수인에 대한 변제) (1) 전조 제1항의 경우에 양도인의 영업으로 인한 채권에 대하여 채무자가 선의이며 중대한 과실없이 양수인에게 변제한 때에는 그 효력이 있다.

第43條 (營業讓受人에 對한 辨濟) 前條第1項의 境遇에 讓渡人의 營業으로 因한 債權에 對하여 債務者가 善意이며 重大한 過失없이 讓受人에게 辨濟한 때에는 그 效力이 있다.

## 사례
- 동해안에서 운영되고 리조트의 다이빙 숍은 개인 소유의 토지 일부와 공유수면 일부를 함께 점유하고 있으며, 비치 다이빙을 위해 지역 어촌계와 편법이긴 하지만 입수 계약을 맺고 있고 이 리조트 사장으로부터 개인적으로 소유하고 있는 콤프레서와 다이빙 장비를 정산하고 숍을 인수하는 경우 영업양도에 해당한다[1].

- 위키목장이라는 상호로 햄버거업체에 쇠고기를 공급하던 甲은 목우, 우사 및 기타 설비 일체를 乙에게 양도하였고 乙은 ‘불이타목장’으로 상호를 변경하고 영업을 계속하였다. 甲에게 대금채무를 지고 있던 버거퀸이 乙에게 변제한 경우 영업양수인에게 채무를 변제한 것은 유효할 수 있다.

## 같이 보기
- 영업양도